# 2072
Rok 2072 (MMLXXII) gregoriánského kalendáře začne v pátek 1. ledna a skončí v sobotu 31. prosince.

## Předpokládané a naplánované události
- 24. března – 100. výročí premiéry filmu Kmotr
- 150. výročí vzniku společnosti Motion Picture Association of America